# هزاران سفلي
هزاران سفلي (بالفارسية: هزاران سفلی) هي مستوطنة تقع في قسم قوريتشاي الشرقي الريفي في إيران. يقدر عدد سكانها بـ 33 نسمة .